# Achim Stadler
Achim Stadler (Speyer, 27 de agosto de 1961 - 6 de julho de 2022) foi um ex-ciclista alemão que representou a Alemanha Ocidental nos Jogos Olímpicos de Verão de 1984, em Los Angeles, onde terminou em trigésimo sexto lugar no individual.